# Chrysocharis discalis
Chrysocharis discalis är en stekelart som beskrevs av Graham 1975. Chrysocharis discalis ingår i släktet Chrysocharis och familjen finglanssteklar.
Artens utbredningsområde är Madeira. Inga underarter finns listade i Catalogue of Life.